# Paul Eichholtz
Johann Paul Richard Werner Eichholtz, född den 19 december 1843 i Lauenburg in Pommern, död den 12 juni 1875 i Berlin, var en tysk klassisk filolog.
Eichholtz studerade från 1862 i Bonn, Berlin och Halle. Bland hans lärare märks August Boeckh. I Halle promoverades han 1867 till filosofie doktor. Från 1868 till sin av hjärnslag förorsakade död var han lärare vid Gymnasium zum Grauen Kloster i Berlin. Vid sidan av lärargärningen ägande han sig framför allt åt Ludwig Uhlands ballader.